# Charles Bronson
Charles Dennis Buchinsky (n. 3 noiembrie 1921 - d. 30 august 2003), cunoscut sub numele de scenă Charles Bronson, a fost un actor american, celebru pentru rolurile sale de "dur". În majoritatea filmelor sale a interpretat roluri de detectiv de poliție, pistolar în Vestul sălbatic, răzbunător, boxer sau asasin al Mafiei.

## Date biografice

### Copilăria și serviciul în al doilea război mondial
Bronson s-a născut într-un cartier sărac de mineri din localitatea Johnstown, statul Pennsylvania. Tatăl său a fost un emigrant lituanian de origine tătară, iar mama era de origine lituaniano-americană.  Împreună au avut 15 copii.
Tatăl său a murit când Bronson avea doar 10 ani, așa că a fost nevoit să muncească în minele de cărbuni alături de frații săi mai mari, până la începerea stagiului militar. Plata era 1 dolar pentru fiecare tonă de cărbune. Familia sa era atât de săracă încât la un moment dat a fost nevoit să poarte rochia surorii sale la școală, pentru că nu avea alte haine (vezi ). 
În 1943, Bronson a intrat în Forțele Aeriene ale SUA și a servit pe frontul din Oceanul Pacific ca mitralior la bordul unui bombardier B-29 Superfortress.  Arhivat în 7 decembrie 2006, la Wayback Machine. 
Datorită originii sale tătare, multă lume a crezut că Bronson este mexican sau metis. Așadar, datorită acestui aspect, el a întruchipat în mod credibil pe ecran mexicani sau indieni americani. Arhivat în 7 decembrie 2006, la Wayback Machine.

### Cariera de actor
După terminarea războiului, Bronson a decis să devină actor, nu de amorul artei, ci pentru că a fost impresionat de sumele de bani care se câștigau în domeniu. Bronson a fost coleg de cameră cu Jack Klugman, alt actor în devenire. Klugman a declarat mai târziu că Bronson era expert la călcatul hainelor.
Charles și-a schimbat numele de familie în "Bronson" în timpul "vânătorii de comuniști" a comisiei condusă de senatorul Joseph McCarthy, deoarece persoanele cu nume slav erau considerate suspecte. Numele a fost inspirat de intrarea Bronson Gate de la sediul Studiourilor Paramount. Una din primele sale acreditări sub noul nume a fost filmul de groază "House of wax" (Muzeul figurilor de ceară) din 1953, alături de Vincent Price.
Bronson a apărut și la televiziune în anii 1950 și 1960, în mai multe seriale populare. Începând din 1958 și până în 1960, Bronson a avut rolul principal în serialul polițist Man With A Camera (Fotograful), difuzat de canalul american ABC. Bronson a interpretat personajul 'Mike Kovac', fost reporter de război, fotograf în New York City. Tot la ABC, Bronson a câștigat noi fani în 1963 în rolul Linc din serialul western The Travels of Jaimie McPheeters, în care a apărut și Kurt Russell.
Deși și-a început cariera în Statele Unite, Bronson a devenit inițial celebru prin câteva filme europene. Ca urmare a acestei popularități a obținut un premiu Globul de Aur în 1971 pentru "Cel mai popular actor din lume". În același an, Bronson și-a pus întrebarea dacă era "prea masculin" pentru a se consacra în Statele Unite.
Între cele mai populare filme ale lui Bronson se numără Marea evadare (The Great Escape, 1963), în care a interpretat rolul Danny Velinski, un prizonier de război poreclit "regele tunelelor", și O duzină de mizerabili (The Dirty Dozen, 1967), în care a avut rolul unui soldat condamnat la moarte care este trimis într-o misiune de sacrificiu în timpul celui de-al doilea război mondial. 
În filmele western Cei șapte magnifici (The Magnificent Seven, 1960) și Undeva, cândva în vest (Once Upon a Time in the West, 1968, regia Sergio Leone), a interpretat roluri de pistolari eroici, luând apărarea celor slabi. Sergio Leone s-a referit la el ca fiind "cel mai mare actor cu care am lucrat vreodată" - asta venind de la un regizor care a lucrat cu legende ale ecranului precum Henry Fonda, Clint Eastwood, Rod Steiger și James Coburn. Leone a dorit ca Bronson să fie în rolul principal al celor trei filme care au devenit cunoscute drept trilogia Omul fără nume (Man with No Name), dar Bronson l-a refuzat de fiecare dată. În filmul Vremuri dure (Hard Times, 1975), a avut rolul unui bătăuș de stradă care-și câștiga existența din meciuri ilegale de box în Louisiana.
Altă serie populară de filme este Dorința de a ucide (Death Wish), titlu sub care au apărut patru filme în care a interpretat același personaj, Paul Kersey, un arhitect de succes din New York, a cărui soție (rol interpretat de Hope Lange) este ucisă și fiica violată. Kersey devine un răzbunător care bântuie străzile din cartiere rău famate în timpul nopții, un rol extrem de controversat, al cărui execuții au fost aplaudate și aclamate de audiențele sătule de crimă. După ce în anul 1984 un pasager de metrou din New York, Bernhard Goetz, inspirat de filmele din seria Death Wish, a împușcat mortal trei tineri care au încercat să-l jefuiască, Bronson a recomandat publicului să nu imite personajul din film. 
În anii 1980, Bronson a apărut în numeroase filme produse de case de film mai mici, în special Cannon Films. Filme ultra-violente ca The Evil That Men Do și 10 minute până la miezul nopții (10 To Midnight) au fost atacate de critici dar i-au oferit lui Bronson cecuri bune de-a lungul deceniului. Ultimul rol principal al lui Bronson pe marele ecran a fost în 1989 în Kinjite: subiecte interzise (Kinjite: Forbidden Subjects), o dramă violentă în care un polițist dur anchetează un cerc de prostituție de minori, condus de un criminal sadic. 
Bronson a fost căsătorit cu actrița britanică Jill Ireland din anul 1968 până la decesul acesteia la vârsta de 54 de ani în 1990 de cancer la piept. Ea a fost a doua sa soție. S-au cunoscut în timp ce ea era încă soția actorului britanic David McCallum. În acel moment, Bronson (care juca în filmul "Marea evadare" împreună cu McCallum) i-a spus lui McCallum: "Am să mă însor cu nevastă-ta" (I'm going to marry your wife). Doi ani mai târziu, Bronson s-a căsătorit într-adevăr cu Jill, și au trăit fericiți împreună până la decesul ei în 1990. 
La data de 30 august 2003, Bronson a murit de pneumonie, fiind internat la spitalul Cedars-Sinai Medical Center suferind de boala Alzheimer, la vârsta de 81 ani. Sănătatea sa s-a deteriorat în urma unei operații de transplant de șold în august 1998.
La data decesului, trăiau soția sa Kim, trei copii, doi copii adoptivi și doi nepoți. Unul din copiii săi adoptivi, Jason McCallum Bronson, a decedat în 1985 ca urmare a unei supradoze de droguri.

## Filmografie selectivă

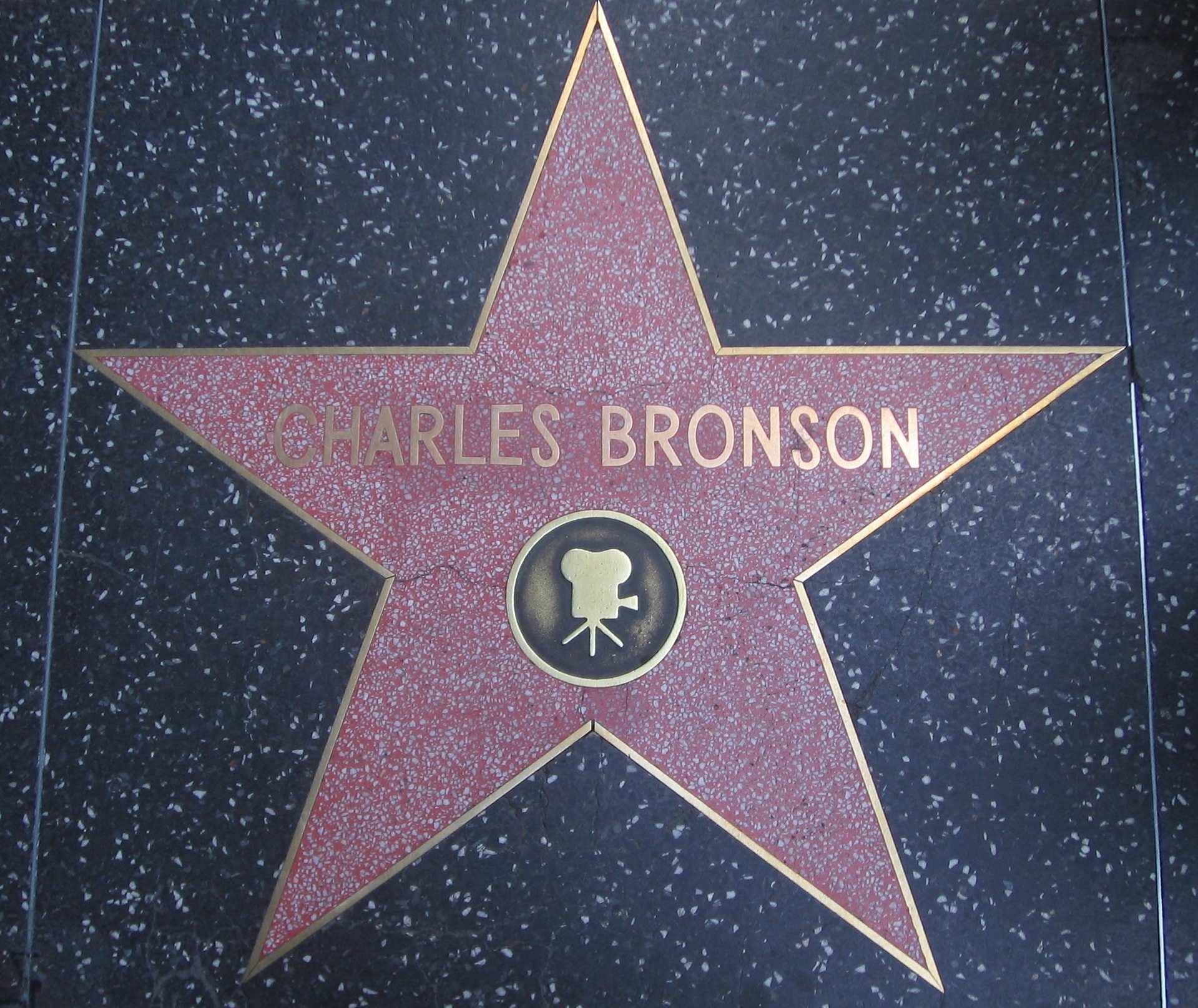
Steaua de onoare în categoria „Film” a lui Charles Bronson în Los Angeles pe Hollywood Walk of Fame

- 1951 The People Against O'Hara, regia John Sturges
- 1951 The Mob
- 1951 You're in the Navy Now
- 1952 Bloodhound of Broadway
- 1952 The Marrying Kind
- 1952 My Six Convicts
- 1952 Pat and Mike
- 1952 Diplomatic Courier
- 1952 Battle Zone
- 1952 Red Skies of Montana
- 1953 Miss Sadie Thompson
- 1953 Casa de ceară (House of Wax), regia André de Toth
- 1953 Off Limits
- 1953 The Clown
- 1953 Torpedo Alley
- 1954 Vera Cruz, regia Robert Aldrich
- 1954 Drum Beat
- 1954 Crime Wave
- 1954 Apașul (Apache), regia Robert Aldrich
- 1954 Riding Shotgun
- 1954 Tennessee Champ
- 1954 Crime Wave
- 1955 Target Zero
- 1955 Big House, U.S.A.
- 1956 Jubal, regia Delmer Daves
- 1956 Man with a Camera
- 1957 Run of the Arrow
- 1958 Gang War
- 1958 Machine-Gun Kelly
- 1958 Showdown at Boot Hill
- 1959 Never So Few, regia John Sturges
- 1960 Cei șapte magnifici (The Magnificent Seven), regia John Sturges
- 1961 Master of the World (Stăpânul lumii)
- 1961 A Thunder of Drums
- 1962 X-15
- 1962 Kid Galahad, regia Phil Karlson
- 1963 Patru pentru Texas (4 for Texas), regia Robert Aldrich
- 1963 Marea evadare (The Great Escape), regia John Sturges
- 1965 Guns of Diablo
- 1965 The Sandpiper
- 1965 Bătălia din Ardeni (Battle of the Bulge), regia Ken Annakin
- 1965 The Bull of the West
- 1966 This Property Is Condemned
- 1966 The Meanest Men in the West (TV)
- 1967 O duzină de mizerabili (The Dirty Dozen), regia Robert Aldrich
- 1968 La revedere, prietene (Adieu, l'ami), regia Jean Herman
- 1968 A fost odată în vest (C’era una volta il West / Once Upon a Time in the West), regia Sergio Leone
- 1969 Lola (Twinky), regia Richard Donner
- 1970 You Can't Win 'Em All
- 1970 Un trecător în ploaie (Rider on the Rain / Le passager de la pluie), regia René Clément
- 1970 Violent City (The Family)
- 1971 Cold Sweat
- 1971 Someone Behind the Door
- 1971 Soare roșu (Red Sun), regia Terence Young
- 1972 The Valachi Papers
- 1972 Ținutul lui Chato (Chato's Land), regia Michael Winner
- 1972 Ucigașul plătit (The Mechanic), regia Michael Winner
- 1974 Chino
- 1974 Mr. Majestyk, regia Richard Fleischer
- 1974 Justițiarul (Death Wish), regia Michael Winner
- 1975 Evadatul (Breakout), regia Tom Gries
- 1975 Solitarul de la Fortul Humboldt (Breakheart Pass), regia Tom Gries
- 1975 Luptătorul din New Orleans (Hard Times), regia Walter Hill
- 1976 St. Ives
- 1976 De la amiază la ora trei (From Noon Till Three), regia Frank D. Gilroy
- 1977 Bizonul alb (The White Buffalo), regia J. Lee Thompson
- 1977 Telefon, regia Don Siegel
- 1977 Raid On Entebbe
- 1978 Telefon
- 1978 The Meanest Man in the West
- 1979 Martorul știe mai mult (Love and Bullets), regia Stuart Rosenberg
- 1979 Vestul sălbatic (The Wild West), regia Laurence Joachim
- 1980 Borderline
- 1981 Vânătoare mortală (Death Hunt), regia Peter R. Hunt
- 1982 Death Wish II
- 1983 10 to Midnight
- 1984 The Evil That Men Do
- 1985 Death Wish 3
- 1986 Legea lui Murphy (Murphy's Law), regia J. Lee Thompson
- 1987 Assassination
- 1987 Death Wish 4: The Crackdown
- 1988 Messenger of Death
- 1989 Kinjite: Forbidden Subjects
- 1991 The Indian Runner
- 1991 Yes, Virginia, there is a Santa Claus
- 1993 The Sea Wolf
- 1993 Donato and Daughter
- 1994 Death Wish V: The Face of Death
- 1995 Family of Cops
- 1997 Family of Cops II
- 1999 Family of Cops III